# 篠原英太郎

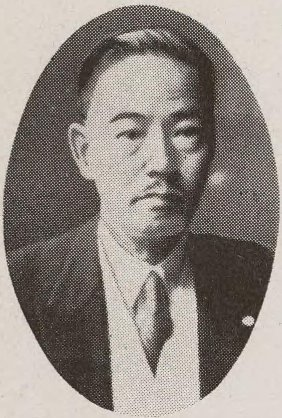
篠原英太郎

篠原 英太郎（しのはら えいたろう、1885年（明治18年）10月10日 - 1955年（昭和30年）3月7日）は、日本の内務官僚。林内閣の内務次官、官選県知事、京都市長。

## 来歴・人物
長野県木曽郡木祖村出身。篠原武兵衛の五男として生まれる。第三高等学校を経て、1911年7月、東京帝国大学法科大学法律学科（独法）を卒業し、内務省に入り山梨県属となる。1912年11月、文官高等試験に合格した。
以後、石川県理事官、朝鮮総督府殖産局土地改良課長、内務省大臣官房文書課長、同都市計画課長、北海道庁土木部長などを歴任。
1927年5月、山形県知事に就任。1929年10月、文部省普通学務局長に転じた。1931年12月、岡山県知事に就任。1934年8月、愛知県知事となり、1937年2月に内務次官に就任。同年6月に内務次官を辞任し退官した。
その後、東京市助役を経て、1942年7月、京都市長に就任したが、1946年2月、公職追放となり退任した。
1955年3月7日死去。享年69。

## 家族
- 父・篠原武兵衛（1848年生） ‐ 木祖村平民。親族の湯川九郎右衛門、平野隆策らと鳥居電力を設立。[1][2]
- 母・みね（1853年生） ‐ 慶安年間から続く薮原宿の老舗酒蔵主人・湯川九郎右衛門の二女。[1]
- 妹・かずえ（1887年生） ‐ 岩井商店副社長・平野亮平の妻。夫の亮平（1879年生）は寛永年間創業の薮原宿の酒蔵・平野又左衛門の三男に生まれ、兄の平野隆策（酒造業、楢川村村長）の養子となり、東京帝国大学法科大学政治科卒業後、専売局に入り、文官高等試験に合格、専売局長官まで昇進したが実業界に転じた。子に平野亮一郎（後述）、娘婿に内蔵頭の塚越虎男。[3][4][5]
- 弟・篠原小平（1895年生） ‐ 専売局副参事。東京帝国大学法学部英法科卒。岳父に大島戸一（大島堅造の兄）。[6]
- 甥・平野亮一郎（1906年生） ‐ 妹かずえの長男。オリンピック資金財団理事、日本勧業証券投資信託委託監査役。東京帝大卒業後日本勧業銀行入行。前妻は陸軍砲工学校校長・宮原国雄の二女、後妻は法学者・孫田秀春の三女。前妻との子に通産省事務官の平野達郎とNHK解説委員平野次郎、前妻の母方祖父に荘田平五郎がいる。[7]